# Buckenham
Buckenham är en by i civil parish Strumpshaw, i distriktet Broadland, i grevskapet Norfolk, i England. Byn är belägen 12 km från Norwich. Buckenham var en civil parish fram till 1935 när blev den en del av Strumpshaw. Civil parish hade 128 invånare år 1931. Byn nämndes i Domedagsboken (Domesday Book) år 1086, och kallades då Bucanaham/Buc(hana).